# Euromaxx – Leben und Kultur in Europa
Euromaxx ist ein Magazin im Auslandsfernsehen der Deutschen Welle (DW). Das Lifestyle-Magazin kann im Programm von DW-TV weltweit von über 200 Millionen Haushalten empfangen werden. Zusätzlich übernehmen 53 Partnerstationen in aller Welt die deutsche und 189 die englische Sendung (Euromaxx). Seit dem 6. Februar 2012 wird das Magazin ebenfalls auf Spanisch (Euromaxx) und Arabisch (يوروماكس) produziert. Das Magazin berichtet aus allen Bereichen der populären Kultur: Architektur, Musik, Mode, Design, Kunst, Fotografie, Essen und Trinken Kulinarik, Reisen und vieles mehr gehören zum Themenspektrum – vorgestellt in Porträts, Berichten und Reportagen aus Deutschland und Europa. In den Sozialen Netzwerken ist Euromaxx auf Youtube, Facebook und Instagram mit zusätzlichen, exklusiven Inhalten aktiv.

## Ausstrahlung
Die etwa halbstündige Sendung wird seit dem 2. Februar 2019 einmal wöchentlich auf DW-TV in einer deutschen, englischen, spanischen und arabischen Fassung produziert und mehrfach wiederholt. Das Magazin erreicht so alle Zielregionen des deutschen Auslandsfernsehens zur besten Sendezeit am Wochenende. Zuvor gab es die Sendung unter dem Titel „Euromaxx – Leben und Kultur in Europa“ als tägliches Magazin, es war am 30. Juni 2003 an den Start gegangen. Die wöchentlich produzierten Euromaxx highlights wurde von Sommer 2010 bis Februar 2017 auch im Programm von ONE, ehemals Einsfestival, einem Zusatzangebot der ARD im digitalen Satelliten- und Kabelfernsehen sowie im IPTV (ARD Digital), ausgestrahlt.

## Moderatoren
Die Moderatoren Collien Ulmen-Fernandes, Evelyn Sharma, Meike Krüger und Max Merrill moderieren die deutsche und die englische Ausgabe von Euromaxx. Ausschließlich auf Englisch ist Meggin Leigh Doody als Moderatorin zu sehen. Durch die spanische Sendung führen Valentina Torrado und Francisco Javier Velasco Dellafiori. Euromaxx auf Arabisch wird von Ghalieh Daghstani moderiert.
Ehemalige Moderatoren der deutschen Sendung sind: Kristina Sterz, Linda Bethke, Corinna Wolters, Karen Webb, Laura Dünnwald und Karin Helmstedt, die ursprünglich nur die englische Ausgabe moderierte. Weitere ehemalige Moderatoren sind Louise Houghton, Robin Merrill, Anne O’Donnel, Sandra Maria Gronewald, Carlos McConnie und Dina Gouda.

## Inhalt
Euromaxx berichtet einmal in der Woche aus Deutschland und Europa. Wichtige Themenfelder sind u. a. Alltagskultur, Architektur, Fotografie, Film, Kulinarik, Lifestyle, Literatur, Mode, Musik, Prominente, Theater, Tanz, Trends und Wohnen. Das TV-Magazin zeigt in Reportagen, Berichten und Porträts die Lebensart der Europäer. Wiederkehrende Reihen setzen Schwerpunkte bei Euromaxx.
Euromaxx Edition
Ein prominenter, europäischer Kulturschaffender kuratiert gelegentlich die gesamte Sendung. Er/Sie wählt die Themen der Beiträge aus und lässt den Zuschauer so an der Welt seiner/ihrer Gedanken und Inspirationen teilhaben. Gemeinsam mit der Moderatorin führt er/sie durch die Sendung.
Folgende Prominente haben im Jahr 2018 bereits Euromaxx Editionen gestaltet:
- die Modedesignerin Lavinia Biagotti aus Italien
- der Architekt Sir David Chipperfield aus Großbritannien
- der Walzerkönig André Rieu aus den Niederlanden
- der Sternekoch Tim Raue aus Deutschland
- der Fotograf Rankin aus Großbritannien
- der Designer Marcel Wanders aus den Niederlanden

### Ehemalige Rubriken
- Euromaxx ambiente stellt ein Mal pro Woche besonders interessante Wohnungen und Häuser mit ihren Bewohnern vor.[5]
- Euromaxx extratour präsentiert europäische Städte und Regionen.[6]
- Euromaxx à la carte zeigt kulinarische Leckerbissen aus Europa und verrät Rezepte zum Nachkochen.[7]
- Euromaxx DIY zeigt jede Woche ein Designhighlight zu Nachmachen.[8]
- 50 Küchen - Eine Heimat bietet Einblicke in die gastronomische Szene Berlins, zeigt die aufregendsten Restaurants der Hauptstadt und präsentiert Gerichte aus aller Welt.[9]
- Euromaxx quiz
- Euromaxx reiselust
- Euromaxx clipmania

(Quelle:)

### Ehemalige Serien und Reihen
Euromaxx-Serien und Reihen wie 50 Küchen, eine Heimat, Europas neue Modemacher, Grenzgänge, Der Weihnachtsbäcker, Neue Weltwunder gesucht oder Sportlich durch Europa wurden mit Preisen ausgezeichnet. Ebenfalls ausgezeichnet wurde die Euromaxx-Serie Die Wahrheit über Deutschland. Anschließend bereiste Reporter Michael Wigge in der Reihe Das schönste Land der Welt („DSLDW“) Deutschland und begab sich regelmäßig auf die Suche nach interessanten Orten und Menschen. In seinem original erhaltenen VW Karmann-Ghia, Baujahr 1961, reist er mit seiner Kamera kreuz und quer durch Deutschland und besucht bekannte Sehenswürdigkeiten.

## Preise
"Euromaxx" ist mit zahlreichen internationalen Fernsehpreisen ausgezeichnet worden. Das Designkonzept der Sendung bekam 2017 den renommierten „Red Dot Award“ und außerdem eine Auszeichnung beim „German Design Award“. Die Serie „50 Küchen, eine Heimat“ wurde 2018 bei dem „WorldMediaFestival“ in Hamburg prämiert. Das Euromaxx-Webvideo „Bewegtes Land“ ist mehrfach preisgekrönt, unter den Ehrungen befindet sich ein „Lovie Award“ 2018 und eine Auszeichnung bei den „Cannes Corporate Media & TV Awards“ im selben Jahr. Zuvor erhielt die Sendung unter anderem den "Hot Bird TV Award" in Venedig und mehrere Auszeichnungen bei den "New York Festivals", beim "WorldFest" in Houston und beim "WorldMediaFestival" in Hamburg.